# Tanystrosuchus
Tanystrosuchus posthumus is een archosauriër, mogelijk een theropode dinosauriër, die tijdens het late Trias leefde in het gebied van het huidige Duitsland.

## Vondst en naamgeving
In 1865 meldde Christian Erich Hermann von Meyer de vondst van een staartwervel bij Heslach, nu een wijk van Stuttgart. Von Meyer zag dat de wervel van een uitgestorven reptiel was maar slaagde er niet in het bot nader te determineren. Het werd opgenomen in de collectie van het Staatliches Museum für Naturkunde Stuttgart en daar gelabeld als de phytosauriër Nicrosaurus sp. In 1908 werd het fossiel door Friedrich von Huene benoemd als een nieuwe, derde, soort van de prolacertiform Tanystropheus, Tanystropheus posthumus — overigens spelde von Huene de naam fout als "Tanystrophaeus". Achteraf bleek de identificatie onjuist te zijn, een gevolg van het feit dat von Huene de oriëntatie van de wervel fout geïnterpreteerd had: voor- en achterkant waren verwisseld geworden zodat het element achterstevoren in de staart geplaatst was. Overigens waren ook de gelijkende elementen bij Tanystrophaeus fout geïdentificeerd: de lange halswervels van deze vorm werden aangezien voor de staartwervels van een vleesetende theropode. In 1913 hernoemde Eberhard Fraas de soort tot een nieuwe soort van een plantenetende dinosauriër, de sauropodomorf Thecodontosaurus: Thecodontosaurus posthumus. In 1932 echter meende von Huene zelf begrepen te hebben dat het ging om een nieuwe soort van de vleesetende Halticosaurus: Halticosaurus posthumus.
In 1963 concludeerde Oskar Kuhn dat deze identificatie verre van zeker was en besloot een apart geslacht te benoemen: Tanystrosuchus. Het "tanystro" had hij van Tanystropheus genomen en dat verbonden met suchus, een algemeen gebruikt achtervoegsel om krokodilachtigen maar ook andere basale archosauriërs mee aan te duiden, afgeleid van de Griekse naam Souchos voor de Egyptische krokodillengod Sobek. Op zichzelf betekent tanystro~ niets: Tanystropheus is opgebouwd uit tany, "langgerekt", en strophaios, "wervel". 
Kuhn dacht dat het om een lid van de Protorosauridae zou kunnen gaan, maar latere onderzoekers kwamen meestal tot de conclusie dat het om een basale theropode gaat. Kuhn zelf weerspiegelde dit door in 1965 van een Coelophysis posthumus te spreken. George Olshevsky nam deze soort in 1991 nog op in een geslachtslijst maar verder is de naam door niemand gevolgd.
Het holotype, SMNS 4385, is gevonden in de Stubensandstein, zandsteenlagen die dateren uit het late Norien. Het bestaat uit een achterste staartwervel.

## Beschrijving
Het wervellichaam is 39 millimeter lang. De totale lengte wordt aanzienlijk vergroot, 65%, door sterk naar voren uitstekende voorste werveluitsteeksels, de prezygapofysen. Het gereduceerd zijn van de zijuitsteeksels tot richels en een zeer laag doornuitsteeksel bewijzen dat het om een achterste staartwervel gaat van een dier waarvan de lichaamslengte ongeveer twee à drie meter moet hebben bedragen. De wervel heeft aan de onderkant een diepe groeve. Het wervellichaam is amficoel: aan voor- en achterkant uitgehold, en sterk langwerpig: 3,25 keer zo lang als hoog.

## Fylogenie
De plaatsing van Tanystrosuchus is problematisch. De langgerekte vorm van de wervel lijkt op die van de Coelophysidae. Zulke langgerekte prezygapofysen zijn echter alleen bekend van de meer afgeleide Neotheropoda die pas in het Jura verschijnen of van de Herrerasauridae die weliswaar wel in het Trias voorkwamen maar een groeve op de onderkant misten. De enige groep uit het Trias die precies gelijkende wervels bezit, is de Shuvosaurinae. Die zijn echter geen dinosauriërs maar behoren tot de Crurotarsi.